# سالومون گراندی (کمیک)
سالومون گراندی (به انگلیسی: Solomon Grundy) با نام اصلی سایرس گُلد، یک شخصیت خیالی ابرشرور و مرده متحرک از گور برخاسته در کتاب‌های کامیک آمریکایی منتشر شده توسط دی‌سی کامیکس، و یک ضدقهرمان در پویانمایی‌های دنیای دی‌سی است. نام او برگرفته از «سالومون گراندی» شعر کودکانه شیرخوارگاه در سده ۱۹ میلادی است. گراندی در ابتدا به عنوان دشمن عصر طلایی شخصیت فانوس سبز (آلن اسکات) معرفی شد، اما از آن زمان به بعد تبدیل به یکی از دشمنان اصلی چندین شخصیت ابرقهرمان، از جمله سوپرمن، بتمن و فلش شد. شخصیت سالومون گراندی توسط آلفرد بستر و پال رین‌من خلق شده‌است که برای اولین بار در شمارهٔ ۶۱ مجموعه کمیک‌های آل-آمریکن (اکتبر ۱۹۴۴) حضور پیدا کرد.
سالومون گراندی اغلب می‌میرد و در تجسمی جدید زنده می‌شود، که هر کدام از آن‌ها دارای سطوح مختلفی از هوش و قدرت هستند. اگرچه او در درجه اول به عنوان شخصیتی بدذات و شیطانی تصویر می‌شود، اما در برخی از برداشت‌ها نشانه‌هایی از شجاعت‌های قهرمانانه در او دیده می‌شود.

## زندگینامه ساختگی شخصیت
سایرس گُلد در حدود اوایل تا اواسط قرن نوزدهم متولد شد. اگرچه نسخه‌های متفاوتی دربارهٔ منشأ به وجود آمدن او وجود دارد، اما در افسانه‌ای نسبتاً سازگار او را نجیب‌زاده‌ای بدنام در گاتهام سیتی معرفی می‌کند که پس از به قتل رسیدن در باتلاقی می‌افتد و چندین سال بعد پس از زنده شدن تبدیل به مخلوقی وحشتناک می‌شود.
بر طبق یکی از نسخه‌ها در سال ۱۸۹۵، او بدست قوادی کشته شده و جسدش در باتلاقی دفن می‌گردد. این قواد سعی داشت با این ادعا که او پدر فرزند یکی از تن‌فروش‌ها است، گلد را تهدید کند. گلد که حاضر به باج‌دهی نبود، در نتیجه کشته شد و جسدش در باتلاق به خاک سپرده شد، مکانی که به فکر هیچ‌کس خطور نمی‌کرد. با گذشت پنجاه سال، بدن گلد پیوند و تعاملی با پوشش گیاهی درون باتلاق می‌یابد و در نتیجه باعث زنده شدن او می‌گردد، اما تقریباً هیچ حافظه‌ای از زندگی قبلی خود ندارد. گُلد دو مجرم فراری را که در مرداب پنهان شده بودند به قتل می‌رساند و لباس‌های آن‌ها را می‌دزدد. سپس او به یک اردوگاه کارگرهای مهاجر می‌رسد، و هنگامی که دربارهٔ نام وی از او سؤال می‌شود، یکی از معدود مواردی که می‌تواند به یاد آورد این است که «دوشنبه متولد شده‌است». یکی از افراد اردوگاه به شخصیت شعر کودکانه سالومون گراندی اشاره می‌کند که در روز دوشنبه زاده شده، و گُلد این نام خودمانی را برای خود انتخاب می‌کند.

## توانایی‌ها و قدرت‌ها
سالومون گراندی دارای قدرت بسیار زیاد و استقامت ابرانسانی است. اما سطح این قدرت و استقامت دربرداشت‌های مختلف او متفاوت است، به‌طور مثال در برخی مواقع گروهی از انسان‌های معمولی قادر به نگه داشتن او هستند، و از طرفی در موارد دیگر حتی سوپرمن توانایی شکست دادن او را ندارد.
انرژی عنصری عجیب که در او نفوذ کرده باعث آسیب‌ناپذیری تقریبی او در برابر آسیب‌های فیزیکی و جادویی شده‌است. او در برابر گلوله، آتش، سرمای شدید مقاوم است و به‌طور نامحدود قادر به زنده ماندن بدون نیاز به آب، غذا و اکسیژن است. او حتی در مقابل اثرات حلقهٔ قدرت نخستین فانوس سبز مقاومت بسیار بالایی از خود نشان داده‌است. تنها چیزی که تا به حال قادر به صدمه زدن به او شده‌است، زهرابهٔ ویژه مه است که برای از بین بردن بافت بدن گراندی ایجاد شده‌است. او همچنین دارای عامل زوددرمانی است، با این حال در برخی مواقع پس از اینکه به‌طور کامل از بین رفت، او همیشه (دیر یا زود) بار دیگر زنده می‌شود.
از نقاط ضعف گراندی می‌توان به ضریب هوشی زیر حد متوسط اشاره کرد که باعث فریب خوردن آسان وی می‌شود.